# トーロン族
トーロン族（中国語: 独龍族、拼音: Dúlóngzú、Tvrung、トーロン族）は中国の漢族・チベット族系の少数民族。中国政府に認定されている民族である。人口の大半は雲南省怒江リス族自治州貢山トーロン族ヌー族自治県のサルウィン川河口に居住している。人口は約7400人。

## 歴史
人口は約7500人にも満たない小さな民族であるが、古来中国に存在していた民族である。唐の時代では唐朝の管轄であった。名称は古文章に「撬」（きゅう）という記述があり、明・清の頃には「俅」（きゅう）・「曲」とトーロン族の記述が残っている。「独龍」は中華人民共和国建国時に名称が変更された物である。

## 自治地方

### 自治県
- 雲南省
  - 貢山トールン族ヌー族自治県

## 言語
この民族は文字を持たず、トーロン族独特の言葉を使用する。トーロン族で使用される言語は漢語・チベット語・ミャンマー語系の言語を使用している。文字は持たないため、書物記録は木に縄をかけて行っていた。

## 文化
トーロン族の生活は貧しく、非常に質素な生活である。徹底した氏族社会である為、氏族間の結婚を禁止している。民族服装は黒・白の布で構成される。
かつて顔に刺青を入れる風習があった。

## 宗教
トーロン族は自然には精霊が宿ると考え、アニミズムを信仰している。その他にキリスト教・仏教を信仰している。トーロン族のアニミズムにおける信念は、「すべての生き物には魂がある」である。